# バハマ民主党
バハマ民主党（バハマみんしゅとう、英語: Bahamian Democratic Party）は、かつて存在したバハマの政党。1977年バハマ総選挙で立候補者を出し、得票率26.9%で6議席を得た。これによりバハマ国会の第1野党になったが、1982年バハマ総選挙では立候補者を出さなかった。